# Géraldine Pelzer-Salandra
Géraldine Pelzer-Salandra (Santo Menna (Italië), 11 oktober 1957) is een voormalig Belgisch politica van Ecolo en volksvertegenwoordigster.

## Levensloop
Pelzer-Salandra is afkomstig uit Italië. Als gegradueerde in de psychomotoriek werd ze beroepshalve opvoedster en onderwijzeres.
Ze werd politiek actief voor Ecolo en was voor deze partij van 1994 tot 1999 gemeenteraadslid en schepen van Welkenraedt. Daarna zetelde zij in de Kamer van volksvertegenwoordigers waar ze zich voornamelijk bezighield met Verkeer, Overheidsbedrijven en Infrastructuur. Zowel bij de verkiezingen van 2003 als 2007 werd niet herkozen als Kamerlid.
Na haar parlementaire loopbaan werkte ze van 2004 tot 2009 als kabinetsmedewerkster op het kabinet van Brussels minister Evelyne Huytebroeck. Vervolgens werkte ze van 2009 tot 2010 als wetgevend adviseur bij Development Alternatives Incorporated, waarna ze directrice werd van het Parlementair Hulpprogramma van het USAID in Haïti.